# Diadegma filiformator
Diadegma filiformator là một loài tò vò trong họ Ichneumonidae.